# امینه تایلر
آمینه تایلر (عربی: أمینة تیلر؛ زادهٔ ۷ دسامبر ۱۹۹۴) یک وبلاگ‌نویس، و دانش‌آموز اهل تونس است. وی یکی از اعضای خیزش فمن است که مارس ۲۰۱۳ تصویر از سینه‌های برهنهٔ خود در فیسبوک پخش کرد و روی آن نوشت «بدنم مال من است و شرف کسی نیست» (جسدي ملکی ليس شرف أحد). به دلیل اینکه این نوع کار در تونس سابقه نداشته‌است کار وی در تونس باعث ایجاد جنجال در میان مردم شد. اما این کار توسط گروه‌های لیبرال تونسی مورد حمایت قرار گرفت. تعداد زیادی از بانوان دنیا تصویر برهنه‌ای از خود منتشر کردند که روی بدنشان نوشته بود به زبان انگلیسی FREE AMINA یعنی «آمینه را آزاد کنید» این اقدام برای پشتیبانی از حفظ امنیت آمینه بوده‌است. روزنامه رسمی خیزش فمن عکسی از بانوی جوان تونسی به نام مریم منتشر کرد که روی آن نوشته بود " بدنم مال من است و شرف کسی نیست (جسدی ملکی لیس شرف أحد)". کارگردان تونسی نادیه الفانی تصویر برهنه‌ای از خود منتشر کرد که روی پیشانیش آزادی "حریة"، روی پستان راست کرامت "کرامة" و روی بازوی راست به زبان فرانسوی "POUR AMINA" به معنی "بخاطر امینه" نوشته بود.